# Enforcer (groupe)
Pour les articles homonymes, voir Enforcer.
Enforcer est un groupe suédois de speed metal, originaire d'Arvika. Enforcer joue et se produit dans un style très similaire à celui des anciens groupes de speed metal comme Venom et Anvil.

## Histoire
Enforcer sort son premier album, Into the Night, via le label Heavy Artillery en novembre 2008. Leur deuxième album studio, Diamonds, sort sous Earache Records le 24 mai 2010 en Europe, tandis que Heavy Artillery Records sorti l'album en Amérique du Nord le 25 mai 2010.
Le 1er février 2013, Enforcer sort Death by Fire, son troisième album studio, à Stockholm. Ils sont la tête d'affiche d'un concert de sortie belge avec Evil Invaders le 2 février. En mai 2022, Enforcer annonce sur Facebook que l'Américain Garth Condit serait leur nouveau bassiste, à la suite du départ de Tobias Lindqvist.

## Discographie

### Albums studio
- 2008 : Into the Night (Heavy Artillery)
- 2010 : Diamonds (Earache Records, Heavy Artillery)
- 2013 : Death by Fire (Nuclear Blast)
- 2015 : From Beyond (Nuclear Blast)
- 2019 : Zenith (Nuclear Blast)
- 2023 : Nostalgia (Nuclear Blast)

### Albums live
- 2015 : Live by Fire (Nuclear Blast)
- 2021 : Live by Fire II  (Nuclear Blast)

### Autres
- 2005 : Evil Attacker (démo)
- 2007 : Evil Attacker / Mistress from Hell (single)
- 2010 : Nightmare Over the UK (split-single avec Cauldron ; Earache Records)
- 2010 : Take Me to Hell / Night Walker (split-single avec Volture ; Earache Records)
- 2011 : Back on the Road / High Roller (split-Single avec Bullet ; Black Lodge Records)
- 2013 : Mesmerized by Fire (single)